# Ströbylund, Holmtorpet en Solsäter
Ströbylund, Holmtorpet en Solsäter (Zweeds: Ströbylund, Holmtorpet och Solsäter) is een småort in de gemeente Uppsala in het landschap Uppland en de provincie Uppsala län in Zweden. Het småort heeft 105 inwoners (2005) en een oppervlakte van 9 hectare. Eigenlijk bestaat het småort uit 3 plaatsen: Ströbylund, Holmtorpet en Solsäter.